# Dessalines (Haiti)
Dessalines, in creolo haitiano Desalin, è un comune di Haiti, capoluogo dell'arrondissement omonimo nel dipartimento dell'Artibonite.